# Groupe HCR
 (février 2024).
Si vous disposez d'ouvrages ou d'articles de référence ou si vous connaissez des sites web de qualité traitant du thème abordé ici, merci de compléter l'article en donnant les références utiles à sa vérifiabilité et en les liant à la section « Notes et références ».
Pour les articles homonymes, voir HCR.
Le groupe HCR est un groupe de presse français créé le 15 juin 1998 et basé à Bourg-en-Bresse dans l'Ain.

## Titres édités
LE groupe HCR édite cinq titres régionaux :
- Voix de l'Ain ;
- Voix de la Haute-Marne ;
- Drôme Hebdo ;
- L'Hebdo de l'Ardèche ;
- Le Réveil du Vivarais.

La charte éditoriale exprime la volonté des actionnaires et participe à fixer les objectifs des équipes qui collaborent aux titres. Elle est basée sur les quatre principes suivants :
- « Dire sans nuire » ;
- « Montrer sans choquer » ;
- « Témoigner sans agresser » ;
- « Dénoncer sans condamner ».

## Histoire
En 2016, le groupe Hebdomadaire Catholiques Régionaux (HCR), jusqu’alors détenu par des associations diocésaines est repris par La Manche libre et Sogémédia. Bernard Bienvenue, le dirigeant s’en va, remplacé par Nicolas Bernard, rédacteur en chef de la Voix de l’Ain, qui devient directeur opérationnel du groupe.
Le 3 septembre 2016, l’annonce officielle est faite, l’hebdomadaire La Voix de l’Ain est passé dans l’escarcelle de la Manche Libre et le groupe Sogémédia.
Drôme Hebdo redevient Peuple Libre le 30 décembre 2017.